# Meister der Barbarigo-Reliefs
Als Meister der Barbarigo-Reliefs wird ein italienischer Bronzekünstler und Marmorbildhauer der italienischen Renaissance bezeichnet.
Der namentlich nicht bekannte Künstler war zwischen 1486 und 1515 tätig. Er erhielt seinen Notnamen nach drei Bronzereliefs, die einen Altar der  Kirche S Maria della Carita in Venedig geschmückt hatten. Dieser war von der Familie des Dogen Agostino Barbarigo gestiftet. Der Altar wurde Anfang des 19. Jahrhunderts abgebrochen. Einige weitere Fragmente davon wie eine Marmorfigur des Dogen sind erhalten. Der Altar war Teil seines Familiengrabes. Der Doge verstarb 1515, Dokumente belegen Arbeiten am Altar nach 1486, was die Schaffensperiode des Meisters der Barbarigo-Reliefs eingrenzt.
Die namensgebenden Reliefs befinden sich heute in der Galleria Franchetti, Ca’ d’Oro in Venedig, die Statue des Dogen in einer Kirche dort. Die Skulpturensammlung in Berlin besitzt einen großen Teil  anderer bekannter Werke des Meisters der Barbarigo-Reliefs.